# Golpe de Estado en Níger de 1999

Localización del Níger.

El golpe de Estado en Níger de 1999 ocurrió el 9 de abril de 1999 y resultó en la muerte del presidente Ibrahim Baré Maïnassara tomando su puesto Daouda Malam Wanké el 11 de abril. Maïnassara fue asesinado en una base militar, posiblemente por miembros de la guarda presidencial.

## Antecedentes
Maïnasssara, un soldado profesional, había tomado él mismo el poder en un golpe de Estado ocurrido en enero de 1996. Al hacerlo acababa con la presidencia por votación democrática de Mahamane Ousmane.

## Consecuencias
Wanké llevó al gobierno de transición hacia las elecciones democráticas, que tuvieron lugar en octubre y noviembre de 1999. Las elecciones concluyeron con Mamadou Tandja tomando la presidencia en diciembre de ese mismo año.